# زمین‌لرزه ژاپن
زمین‌لرزه ژاپن ممکن است به یکی از موارد زیر اشاره داشته باشد:
- زمین‌لرزه ۱۹۶۸ ژاپن
- زمین‌لرزه ۱۹۴۰ ژاپن
- زمین‌لرزه ۱۹۳۹ ژاپن
- زمین‌لرزه ۱۹۴۵ ژاپن
- زمین‌لرزه ۱۹۰۹ ژاپن
- زمین‌لرزه ۱۹۵۸ ژاپن
- زمین‌لرزه ۱۹۰۰ ژاپن
- زمین‌لرزه ۱۹۱۰ ژاپن
- زمین‌لرزه ژانویه ۱۹۱۴ ژاپن
- زمین‌لرزه ژوئن ۱۹۷۸ ژاپن
- زمین‌لرزه اوت ۱۹۰۹ ژاپن
- زمین‌لرزه ۱۹۲۴ ژاپن
- زمین‌لرزه ژانویه ۱۹۷۸ ژاپن
- زمین‌لرزه مارس ۱۹۱۴ ژاپن
- زمین‌لرزه ۱۹۹۳ ژاپن
- زمین‌لرزه ۱۹۱۱ ژاپن
- زمین‌لرزه مه ۱۹۶۸ ژاپن
- زمین‌لرزه ۱۹۱۵ ژاپن
- زمین‌لرزه ۱۹۴۱ ژاپن
- زمین‌لرزه ۱۹۰۵ ژاپن
- زمین‌لرزه نوامبر ۱۹۳۱ ژاپن
- زمین‌لرزه دسامبر ۱۹۳۱ ژاپن
- زمین‌لرزه ۱۹۲۵ ژاپن
- زمین‌لرزه ۲۰۰۱ ژاپن
- زمین‌لرزه دسامبر ۱۹۳۰ ژاپن
- زمین‌لرزه ۲۰۰۳ ژاپن
- زمین‌لرزه نوامبر ۱۹۳۰ ژاپن
- زمین‌لرزه ۱۹۵۹ ژاپن
- زمین‌لرزه ۱۹۴۷ ژاپن
- زمین‌لرزه ۱۹۶۱ ژاپن